# نفزينة
حلوى نِفزينة هي حلوى تركية مصنوعة من الطحينة والبكمز والجوز. وهو محافظة قيصري. يُقدم في شهر رمضان وفي أيام العطلات عادة.

## التحضير
النفزينة مصنوعة من عجينة مخمرة مصنوعة من الطحين والبيض والزيت النباتي والحليب والقليل من الخل لتنشيط صودا الخبز التي تعمل عامل تخمير ونفاشية. بعد عجن العجينة يخلط الجوز المطحون قبل أن يعجن العجين مرة ثانية. تُخبز في الفرن على صينية غير مدهونة وتزين بالجوز اختيارياً. لصنع شراب دبس السكر يُسخن دبس العنب المسمى بكمز على الموقد مع السكر لعمل شراب الشربات . تُسكب الشربات الدافئة فوق الحلوى وهي ساخن. يَستغرق الأمر عدة ساعات حتى تبرد الحلوى قبل أن تغدو جاهزة للخدمة.